# Phasicnecus pulverulentus
Phasicnecus pulverulentus är en fjärilsart som beskrevs av James John Joicey och Talbot 1924. Phasicnecus pulverulentus ingår i släktet Phasicnecus och familjen Eupterotidae. Inga underarter finns listade i Catalogue of Life.